# Olivia Asselin
Olivia Asselin (Quebec, 24 de febrero de 2004) es una deportista canadiense que compite en esquí acrobático, especialista en las pruebas de big air y slopestyle.
Consiguió cuatro medallas en los X Games de Invierno. Participó en los Juegos Olímpicos de Pekín 2022, ocupando el octavo lugar en la prueba de big air y el decimoprimero en el slopestyle.

## Medallero internacional
| \| X Games de Invierno \| X Games de Invierno \| X Games de Invierno \| X Games de Invierno \| \| Año \| Lugar \| Medalla \| Prueba \| \| ------------------- \| ---------------------- \| ------------------- \| ------------------- \| \| 2022 \| Aspen (Estados Unidos) \| Medalla de bronce \| Big air \| \| 2024 \| Aspen (Estados Unidos) \| Medalla de oro \| Knuckle huck \| \| 2025 \| Aspen (Estados Unidos) \| Medalla de oro \| Calle \| \| 2025 \| Aspen (Estados Unidos) \| Medalla de plata \| Slopestyle \| |                        |                   |              |
| X Games de Invierno |                        |                   |              |
| Año | Lugar                  | Medalla           | Prueba       |
| 2022 | Aspen (Estados Unidos) | Medalla de bronce | Big air      |
| 2024 | Aspen (Estados Unidos) | Medalla de oro    | Knuckle huck |
| 2025 | Aspen (Estados Unidos) | Medalla de oro    | Calle        |
| 2025 | Aspen (Estados Unidos) | Medalla de plata  | Slopestyle   |